# (4079) Britten
(4079) Britten es un asteroide que forma parte del cinturón de asteroides y fue descubierto el 15 de febrero de 1983 por Edward L. G. Bowell desde la Estación Anderson Mesa, en Flagstaff, Estados Unidos.

## Designación y nombre
Britten fue designado inicialmente como 1983 CS.
Posteriormente, en 1990, se nombró en honor del compositor británico Benjamin Britten (1913-1976).

## Características orbitales
Britten está situado a una distancia media de 3,189 ua del Sol, pudiendo alejarse hasta 3,541 ua y acercarse hasta 2,837 ua. Tiene una excentricidad de 0,1103 y una inclinación orbital de 2,391 grados. Emplea en completar una órbita alrededor del Sol 2080 días.

## Características físicas
La magnitud absoluta de Britten es 12,6.